# آی‌سی ۹۸۳
آی‌سی ۹۸۳ یک کهکشان‌ است.